# Haemaphysalis turturis
Haemaphysalis turturis este o specie de căpușe din genul Haemaphysalis, familia Ixodidae, descrisă de Thomas Nuttall și Warburton în anul 1915.
Este endemică în Sri Lanka. Conform Catalogue of Life specia Haemaphysalis turturis nu are subspecii cunoscute.